# 飯山線
飯山線（いいやません）は、長野県長野市の豊野駅から新潟県長岡市の越後川口駅に至る、東日本旅客鉄道（JR東日本）の鉄道路線（地方交通線）である。

## 概要
長野県北信地方と新潟県中越地方南部を結ぶ鉄道で、長野県内では千曲川に沿い、新潟県内に入ると千曲川から名を変えた信濃川に沿って日本有数の豪雪地域を通る。沿線には野沢温泉などの温泉地やスキー場が多い。
路線のほとんどが谷沿いの山間部を通るため、主に夏季は大雨による土砂災害、冬季は大雪による雪崩や除雪作業等によりしばしば運休することがある。森宮野原駅は1945年（昭和20年）2月に駅における最高積雪量7 m 85 cmを記録し、それを示す標柱が駅構内に建つ。ディーゼル機関車導入前の除雪は、キマロキ編成（機（キ）関車・マックレー車・ロータリー車・機関車）、ロキキマロキ編成（ロータリー車・機関車・機関車・マックレー車・ロータリー車・機関車）という特殊編成によって行われた。
一時は廃止路線リスト候補に挙げられたこともある赤字ローカル線であるが、ピーク時の一定方向の輸送量が1時間あたり1,000人を超すこと、冬季の代替道路未整備や、地元住民の利便性などにより廃線は免れている。
北陸新幹線が途中の飯山駅を経由するため、飯山線から直通運転しているしなの鉄道北しなの線長野駅 - 豊野駅間および飯山線の豊野駅 - 飯山駅間が同新幹線と並行している（選択乗車は不可）。2015年（平成27年）3月14日の北陸新幹線開業後、JR東日本の信越本線だった長野駅 - 豊野駅間はしなの鉄道に経営が移管されたが、豊野駅 - 飯山駅間は並行在来線の概念とは異なることから引き続きJR東日本が運行し、長野駅 - 豊野駅間はJR東日本がしなの鉄道から運行業務を受託する方式で直通運転を実施している。
ラインカラーは黄緑。

### 路線データ
- 管轄：東日本旅客鉄道（第一種鉄道事業者）
- 路線距離（営業キロ）：96.7 km
- 軌間：1,067 mm
- 駅数：31駅（起終点駅含む）
  - 飯山線所属駅に限定した場合、終点の越後川口駅（上越線所属[4]）が除外され、30駅となる。なお、起点の豊野駅はかつて信越本線所属[4]であったが、同線のしなの鉄道への移管により、JRの駅としては飯山線所属に変更された。
- 複線区間：なし（全線単線）
- 電化区間：なし（全線非電化）
- 閉塞方式：特殊自動閉塞式
- 保安装置：ATS-SN[2]（越後川口駅は ATS-Ps[2]）
- 最高速度：
  - 豊野駅 - 戸狩野沢温泉駅間 85 km/h
  - 戸狩野沢温泉駅 - 越後鹿渡駅 65 km/h
  - 越後鹿渡駅 - 越後川口駅間 85 km/h
- 運転指令所：長野総合指令室 (CTC)

豊野駅 - 森宮野原駅間は長野支社、足滝駅 - 越後川口駅間は新潟支社の管轄である。支社境界標は森宮野原駅 - 足滝駅間の長野・新潟両県境付近に設けられている。

## 歴史
豊野駅 - 十日町駅間は私鉄の飯山鉄道（いいやまてつどう）によって、十日町駅 - 越後川口駅間は国有鉄道十日町線（とおかまちせん）として開業した。両線は1929年に繋がって全通し、1944年に飯山鉄道が戦時買収により国有化され、十日町線を含めて飯山線となった。自動車営業が残された飯山鉄道は、1945年にバス事業を中越自動車（ただし松代－津南間を結ぶ外丸線のみ頸城鉄道自動車）、ハイヤー事業を魚沼タクシーにそれぞれ譲渡し解散した。

### 飯山鉄道
地元の有志により発起された飯山鉄道は1917年に鉄道免許状が下付されたが、資本金50万円に対して建設費や車両購入費などでおよそ135万円かかるとされ、市町村の寄付を見込んでも50万円が不足していた。鉄道院監督局は不足分を借入金で賄うことに危惧していたという。ところが沿線の信濃川に流入する中津川に水力発電所を計画していた信越電力（東京電燈と鈴木商店の共同出資のちに東京電燈に合併）がその建設資材の輸送手段として飯山鉄道を利用するために出資することになり、株式の大半を保有することとなった。そして電源開発のため延長することになり、資本金を300万円に増資した。1921年に豊野駅 - 飯山駅間が開通してからは発電所建設資材運搬のため下流の新潟県境へ延伸していくことになった。
- 1917年（大正6年）5月5日：飯山鉄道に対し鉄道免許状下付（長野県上水内郡神郷村-同県下水内郡飯山町間）[8]。
- 1920年（大正9年）3月20日 鉄道免許状下付（長野県下水内郡飯山町-同県同郡岡山村間）[9]。
- 1921年（大正10年）10月20日：飯山鉄道が豊野駅 - 飯山駅間を開業、信州浅野（現・信濃浅野）・上今井・替佐・飯山の各駅および蓮・静間停留場を新設[10]。
- 1922年（大正11年）9月15日 鉄道免許状下付（長野県下水内郡岡山村-新潟県中魚沼郡十日町間）[11]。
- 1923年（大正12年）
  - 7月6日：飯山駅 - 桑名川駅間を延伸開業、信州平（現・信濃平）・戸狩（現・戸狩野沢温泉）・上境・桑名川の各駅および北飯山停留場を新設[12]。
  - 12月1日：桑名川駅 - 西大滝駅間を延伸開業、西大滝駅を新設[13]。
- 1925年（大正14年）11月19日：西大滝駅 - 森宮野原駅間を延伸開業、横倉・森宮野原の各駅および信州白鳥停留場を新設[14]。
- 1927年（昭和2年）
  - 8月1日：森宮野原駅 - 越後外丸駅間を延伸開業、越後田中・越後外丸の各駅を新設[15]。
  - 11月6日：越後外丸駅 - 越後田沢駅間を延伸開業、越後鹿渡・越後田沢の各駅を新設[16]。
- 1928年（昭和3年）10月23日：信州白鳥停留場を駅に変更。
- 1929年（昭和4年）9月1日：越後田沢駅 - 十日町駅間を延伸開業し十日町線と合わせて現在の飯山線の区間が全通、越後水沢・土市・十日町（国有鉄道既設駅）の各駅を新設[17]。
- 1930年（昭和5年）5月16日：伊達臨時停留場を新設。
- 1931年（昭和6年）
  - 9月16日：上桑名川停留場を新設[18]。
  - 10月16日：平滝停留場を新設[18]。
- 1932年（昭和7年）5月25日：伊達駅を大黒沢駅に改称。
- 1934年（昭和9年）
  - 9月26日：平滝停留場を駅に変更。
  - 12月23日：上境駅を野沢温泉駅に改称[19]。
- 1936年（昭和11年）6月15日：大黒沢臨時停留場を廃止。
- 1937年（昭和12年）
  - 4月1日：足滝臨時停車場を新設。
  - 8月9日：北外丸臨時停車場を新設。
- 1941年（昭和16年）9月9日：北飯山停留場を駅に変更。
- 1942年（昭和17年）8月13日：北外丸臨時停車場を駅に変更[19]。

| 年度 | 輸送人員（人） | 貨物量（トン） | 営業収入（円） | 営業費（円） | 営業益金（円） | その他益金（円） | その他損金（円）               | 支払利子（円） | 政府補助金（円） |
| ---- | -------------- | -------------- | -------------- | ------------ | -------------- | ---------------- | ------------------------------ | -------------- | ---------------- |
| 1921 | 62,057         | 8,871          | 35,959         | 49,317       | ▲ 13,358       |                  |                                |                |                  |
| 1922 | 258,832        | 63,327         | 199,470        | 161,331      | 38,139         |                  |                                |                |                  |
| 1923 | 413,129        | 79,851         | 299,577        | 219,318      | 80,259         |                  | 雑損5,712                      | 84,737         | 106,051          |
| 1924 | 465,883        | 37,608         | 246,638        | 222,819      | 23,819         |                  | 雑損54                         | 61,612         | 245,725          |
| 1925 | 487,730        | 38,926         | 255,427        | 194,429      | 60,998         |                  |                                | 27,112         | 243,076          |
| 1926 | 447,275        | 48,447         | 280,464        | 275,139      | 5,325          |                  |                                | 7,619          | 345,640          |
| 1927 | 470,093        | 40,094         | 279,403        | 318,907      | ▲ 39,504       |                  | 雑損5,390                      | 36,824         | 347,789          |
| 1928 | 504,119        | 34,745         | 270,248        | 359,790      | ▲ 89,542       |                  |                                | 118,988        | 350,651          |
| 1929 | 550,755        | 37,574         | 299,509        | 335,200      | ▲ 35,691       |                  | 雑損10,907                     | 154,638        | 354,201          |
| 1930 | 496,082        | 30,286         | 242,235        | 327,571      | ▲ 85,336       |                  | 雑損5,617                      | 169,720        | 355,167          |
| 1931 | 407,618        | 30,366         | 221,140        | 254,871      | ▲ 33,731       |                  | 雑損2,925                      | 155,379        | 273,515          |
| 1932 | 382,504        | 42,170         | 206,379        | 206,665      | ▲ 286          |                  | 雑損371                        | 154,793        | 216,545          |
| 1933 | 417,071        | 38,538         | 213,526        | 225,324      | ▲ 11,798       |                  | 雑損2,328                      | 152,404        | 161,007          |
| 1934 | 462,998        | 45,994         | 228,767        | 198,674      | 30,093         |                  | 雑損922                        | 144,413        | 173,021          |
| 1935 | 445,603        | 49,460         | 227,550        | 197,070      | 30,480         | 自動車231        | 雑損償却金60,528               | 127,592        | 177,920          |
| 1936 | 509,736        | 69,507         | 297,164        | 227,974      | 69,190         | 自動車業3,527    | 雑損償却金147,373              | 106,325        | 186,158          |
| 1937 | 677,251        | 150,768        | 468,675        | 396,401      | 72,274         | 自動車業21,126   | 自動車業2,490雑損償却金149,485 | 91,041         | 153,019          |

- 『鉄道省鉄道統計資料』『鉄道統計資料』『鉄道統計』各年度版

### 十日町線
- 1927年（昭和2年）
  - 6月15日：越後川口駅 - 越後岩沢駅間を十日町線として新規開業、内ケ巻駅・越後岩沢の各駅を新設[20]。
  - 11月15日：越後岩沢駅 - 十日町駅間を延伸開業、下条・魚沼中条・十日町の各駅を新設[21]。

### 飯山線（飯山鉄道買収後）
- 1944年（昭和19年）6月1日：飯山鉄道を買収して国有化し、十日町線を編入して豊野駅 - 越後川口駅間 (83.8km) を飯山線と改称[22]。信州白鳥・北外丸の各駅、静間・上桑名川の各停留場、足滝臨時停車場を廃止、信州浅野駅を信濃浅野駅に、信州平駅を信濃平駅に、野沢温泉駅を上境駅にそれぞれ改称、蓮停留場を駅に変更[19]。
- 1946年（昭和21年）6月1日：信濃白鳥仮乗降場を新設。
- 1950年（昭和25年）1月28日：信濃白鳥仮乗降場を駅に変更[19]。
- 1951年（昭和26年）
  - 3月1日：上桑名川仮乗降場を新設。
  - 10月10日：上桑名川仮乗降場を駅に変更[19]。
- 1955年（昭和30年）11月10日：長野駅 - 戸狩駅間に気動車列車を3両のディーゼルカー（キハ42600-42603）により運転開始[23]。飯山駅折り返し3往復、戸狩駅折り返し3往復。
- 1958年（昭和33年）8月8日：立ケ花駅を新設[19]。
- 1960年（昭和35年）7月15日：足滝駅を新設[19]。
- 1968年（昭和43年）10月1日：越後外丸駅を津南駅に改称[19]。
- 1969年（昭和44年）
  - 7月6日：沿線一帯に集中豪雨。飯山駅 - 北飯山駅間で冠水、道床が流出。また、蓮駅 - 飯山駅間で橋梁が流出して不通となり代行輸送が行われた[24]
  - 12月28日：越後岩沢駅 - 内ケ巻駅間にあった高場山トンネルが地すべりにより変形。バスによる代行輸送開始[25]。
- 1970年（昭和45年）1月22日：高場山トンネル（前述）が地すべりにより崩落。その後ルートを山の奧側に変更し、同年11月29日に新しいトンネル（新高場山トンネル）が開通した[26]。
- 1987年（昭和62年）
  - 3月1日：戸狩駅を戸狩野沢温泉駅に改称[19]。
  - 4月1日：国鉄分割民営化に伴い東日本旅客鉄道（JR東日本）が承継[19]、全線で貨物営業を廃止。
- 1993年（平成5年）12月：タブレット閉塞から特殊自動閉塞化される[27]。
- 1994年（平成6年）4月1日：全列車が終日禁煙化[28]。
- 1995年（平成7年）
  - 3月15日：全線にCTCとPRCを導入[27]。
  - 7月12日：7.11水害により信濃浅野駅近くの鳥居川鉄橋が冠水したことと立ケ花駅 - 上今井駅間で土砂崩れが発生したことにより飯山線全線が運休となる[29][30]。
  - 7月14日：飯山駅 - 越後川口駅間が運転再開[31]。
  - 7月18日：飯山線全線で運転が再開される[30]。
- 1997年（平成9年）10月1日：ワンマン運転開始。全列車をキハ110系に置き換え[32]。
- 2010年（平成22年）4月1日：森宮野原駅 - 越後川口駅間の路線管理を長野支社から新潟支社に移管。
- 2011年（平成23年）
  - 2月1日：森宮野原駅 - 足滝駅間の大根原踏切道にて長野発十日町行き普通列車と小型貨物自動車（ライトバン）が衝突し、小型貨物自動車の運転者が死亡する重大事故が発生[33]（飯山線踏切事故を参照）。
  - 3月12日：長野県北部地震により、横倉駅 - 森宮野原駅間で土砂崩れが発生し、路盤が消失[34]。戸狩野沢温泉 - 越後川口間が不通となる。22日に十日町駅 - 越後川口駅間が運転再開。4月29日に全線で運転再開[34]。
  - 7月30日：新潟・福島豪雨により、森宮野原駅 - 十日町駅間が不通となる。
  - 9月16日：全線で運転再開。
- 2013年（平成25年）9月16日：台風18号により、中条川橋りょうが損傷。戸狩野沢温泉 - 森宮野原間で不通となる。同月21日に運転再開。
- 2014年（平成26年）
  - 4月1日：桑名川駅 - 西大滝駅間で発生した土砂流出により運転を見合わせ。戸狩野沢温泉駅 - 森宮野原駅間で不通となる。同月14日に運転再開。
  - 11月9日：飯山駅が長野側に約300m移転し、北陸新幹線（2015年3月14日開業）の駅と併設となる[35][36][37]。
- 2015年（平成27年）3月14日：北陸新幹線延伸開業に伴い、信越本線長野駅 - 豊野駅間がしなの鉄道北しなの線となり（直通運転は継続）、豊野駅のJR線としての所属が飯山線となる（管轄はしなの鉄道）。
- 2017年（平成29年）
  - 5月22日：飯山市内の井出川流域で山腹崩落が発生し、戸狩野沢温泉駅 - 森宮野原駅間が不通となる。6月5日からバス代行[38]。
  - 6月25日：飯山線全線で運転が再開となる[39]。
- 2019年（令和元年）
  - 10月5日 飯山線開通90周年号（DD16形）を運行[40]。
  - 10月12日 令和元年東日本台風（台風19号）の影響により、全線運休となる[41]。替佐駅 - 蓮駅間で土砂流入、北飯山駅 - 信濃平駅間で路盤流出が発生する[42]。
  - 10月15日 十日町駅 - 越後川口駅間で運行を再開[42]。
  - 10月16日：森宮野原駅 - 十日町駅間で本数を削減して運行再開[43]。
  - 10月24日 戸狩野沢温泉駅 - 森宮野原駅間で運行を再開[44]。
  - 10月26日 全線で運行を再開[44]。
- 2022年（令和4年）10月1日：トンネル大規模工事のため、戸狩野沢温泉駅 - 森宮野原駅間を11月20日まで終日運休し、バス代行輸送を実施[45]。
- 2023年（令和5年）9月1日 - 11月5日：信州いいやま観光局が、飯山線の定期列車では初のサイクルトレインを実施（飯山駅前を自転車で出発し、帰路は飯山線を利用）[46]。
- 2025年（令和7年）5月15日：十日町駅で停車中の列車屋根上から男性の遺体が発見される[47]。
- 2026年（令和8年）7月1日（予定） - 支社制から事業本部制への再編が行われ、長野支社管轄区間は長野事業本部、新潟支社管轄区間は長岡事業本部の管轄となる[48]。

## 運行形態
かつては、優等列車として急行「野沢」「うおの」などが運転されていたが、現在は普通列車のみの運転である。キハ110系気動車の投入が完了した1997年10月から戸狩野沢温泉駅 - 越後川口駅間の全定期列車と長野駅 - 戸狩野沢温泉駅間の一部列車（主に日中）でワンマン運転を実施している。また、キハ110系投入以前と比べ、約10分ほどのスピードアップが実現した。
列車は、利用状況を踏まえて1 - 4両編成で運行されている。このうち長野駅 - 戸狩野沢温泉駅間では最低2両編成での運行がされており、朝時間帯のみであるが4両での運転もある。逆に、戸狩野沢温泉駅以東では1両編成での運行がほとんどで、前述の4両編成も戸狩野沢温泉駅で2両を切り離す。なお、特に車両の組み合わせは決まっておらず、2両編成の列車でもキハ111・112形の2両が使われるとは限らない。また、後述の臨時快速「おいこっと」の運用がない日には、おいこっと用の車両が通常の普通列車に使用されることもある。
全区間通しで運行される列車のほか、途中の飯山駅・戸狩野沢温泉駅・森宮野原駅・十日町駅を始発・終着駅とする区間運転が設定されている。
飯山駅以西で運行される列車は、全列車が豊野駅から、しなの鉄道北しなの線を経由して長野駅まで直通運転している。長野駅 - 戸狩野沢温泉駅間は主に平日は長野県内の長野市 - 中野市・飯山市との間、または飯山市内やその周辺との間で通勤・通学輸送等を担う役割が、休日は沿線の観光地・温泉地への観光客の利用がそれぞれある。このため利用客が比較的多く、飯山線の主要区間となっており、運転本数も最も多く設定されているが、それでもほとんどの時間帯で1時間から1時間半に1本程度である。長野駅 - 飯山駅間の区間列車は2014年3月時点では設定されていなかったが、2015年3月14日のダイヤ改正で長野駅発12時台に、2017年3月4日のダイヤ改正で長野駅発21時台に、いずれも戸狩野沢温泉駅折り返し列車の短縮で設定された。
森宮野原駅以北の新潟県側は十日町駅でおおむね運行系統が分離されており、十日町駅で北越急行ほくほく線、越後川口駅で上越線との接続を重視したダイヤが編成されているほか、1日2往復、上越線経由で信越本線の長岡駅まで直通する列車が朝時間帯に運転されている。
戸狩野沢温泉駅 - 越後川口駅間は1 - 3時間に1本程度で、4時間ほど運行されない時間帯がある。
全区間通しまたは長野駅 - 十日町駅（一部森宮野原駅）間で運転される列車は途中の戸狩野沢温泉駅にて車両の増結・切り離しが行われる場合がある。
なお、冬季には、首都圏方面などからスキー客向けの臨時列車「シュプール号」が戸狩野沢温泉駅まで運行されていたが、1995年3月の運転を最後に信越本線黒姫駅からのバス連絡だけになっていた（シュプール号は2005年度を最後に廃止）。ただし現在でもスキーブーム時と比較すると少ないものの、飯山線でのスキー客の利用はある。
2014年5月2日からは、越後川口側からの観光列車として高田駅  - 十日町駅間に臨時快速「越乃Shu*Kura」が主に金曜日から日曜日および祝日に、2015年4月4日からは、長野側からの観光列車として長野駅 - 十日町駅間に臨時快速「おいこっと」が土休日を中心に1日1往復運転されている。2015年3月14日からは、北陸新幹線開業に合わせ「越乃Shu*Kura」を上越妙高駅発着に変更した。

### 準急・急行「うおの」「野沢」
飯山線には現在では特急・急行といった優等列車が設定されていないが、過去には「うおの」「野沢」という準急列車・急行列車が存在した。各列車の概要は下記の通りである。
準急・急行「うおの」
- 1962年（昭和37年）11月1日：十日町駅 - 新潟駅間を結ぶ準急列車として運行開始。長岡駅 - 新潟駅間では「よねやま」に併結。
- 1966年（昭和41年）3月5日：急行列車に格上げ。
- 1982年（昭和57年）11月15日：快速列車に格下げされる形で消滅。

準急・急行「野沢」
- 1963年（昭和38年）3月25日：長野駅 - 越後川口駅間を運行する準急列車として運行を開始
- 1965年（昭和40年）10月1日：長岡駅まで運行区間を延長。長野駅 - 長岡駅間では、所要時間は信越本線経由の急行「赤倉」・準急「よねやま」と大差なかったが、距離では飯山線経由の方が短く運賃・料金が割安だった。
- 1966年（昭和41年）3月5日：急行列車に格上げ。
- 1969年（昭和44年）12月28日 - 翌年11月29日：越後岩沢駅 - 内ケ巻駅間にある高場山トンネル変状（1970年1月22日崩落）の影響で、この間「野沢」は長野駅 - 十日町駅間運行。
- 1986年（昭和61年）11月1日：廃止。

## 車両
定期列車で運用される（またはされた）車両は以下の通り。ここで述べている車両は全て気動車である。

### 現在
- キハ110系 - 長野総合車両センター所属

キハ110系は1997年10月1日のダイヤ改正前から一部列車で導入、同改正で全列車がキハ110系での運転となった。主に、1997年3月の秋田新幹線開業直前まで走っていた特急「秋田リレー号」用の300番台からの改造編入車が充てられており、蛍光灯にカバーがついていたり、座席交換や塗装変更の跡も残っていたりするなど、他線区のキハ110系とは細かい部分で異なる仕様が見られる。また導入当初、キハ110系の一部の車両に、一部または全座席が千曲川（信濃川）の見える東側（長野県側のほぼ全域と新潟県側の一部）に向けられた展望車両「ふるさと」があり、普通列車として運用されていたが、のちに従来のキハ110系と同じ座席に交換され、さらに2014年に「おいこっと」へと再改造された。

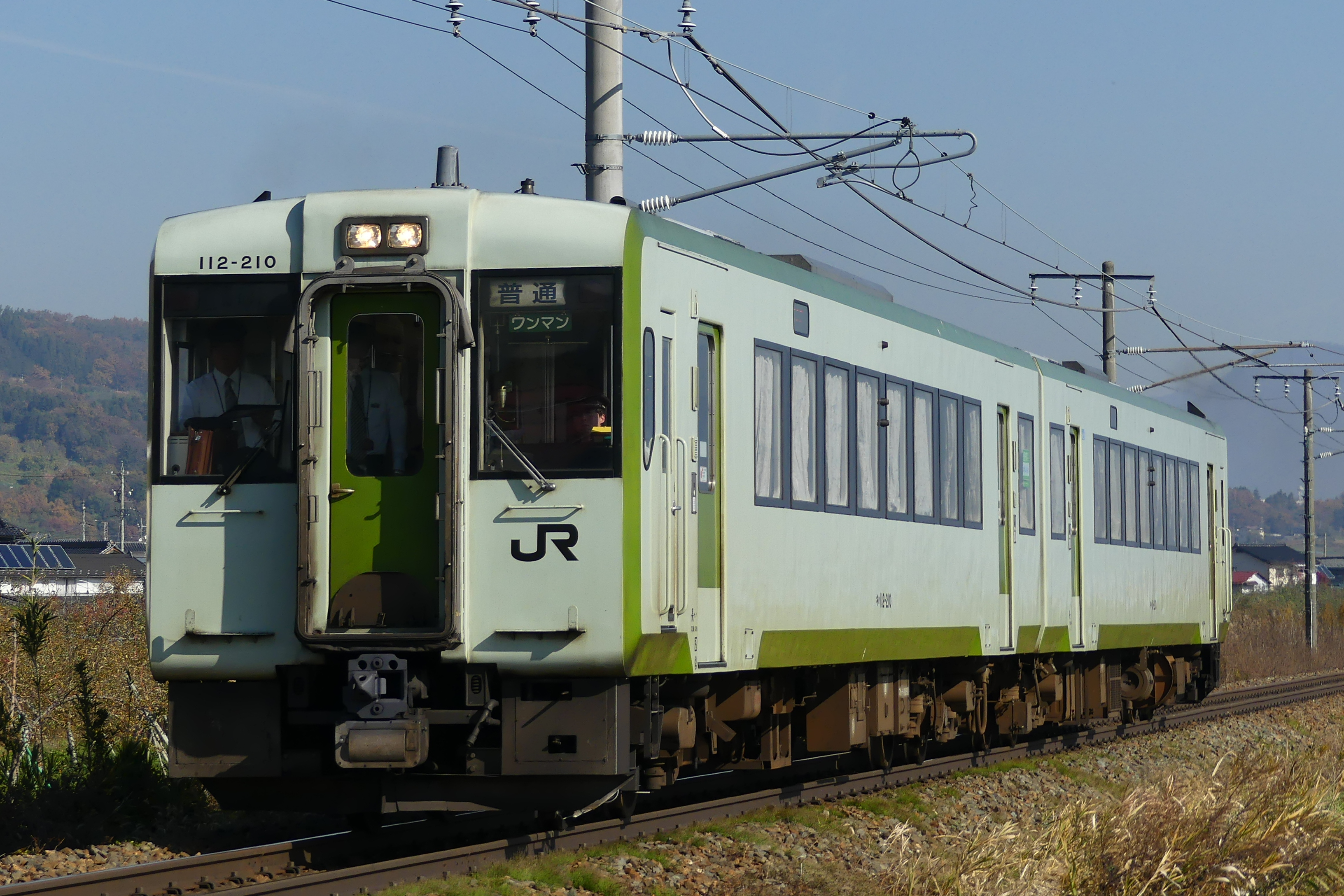
キハ110系 （画像はしなの鉄道北しなの線内で撮影）
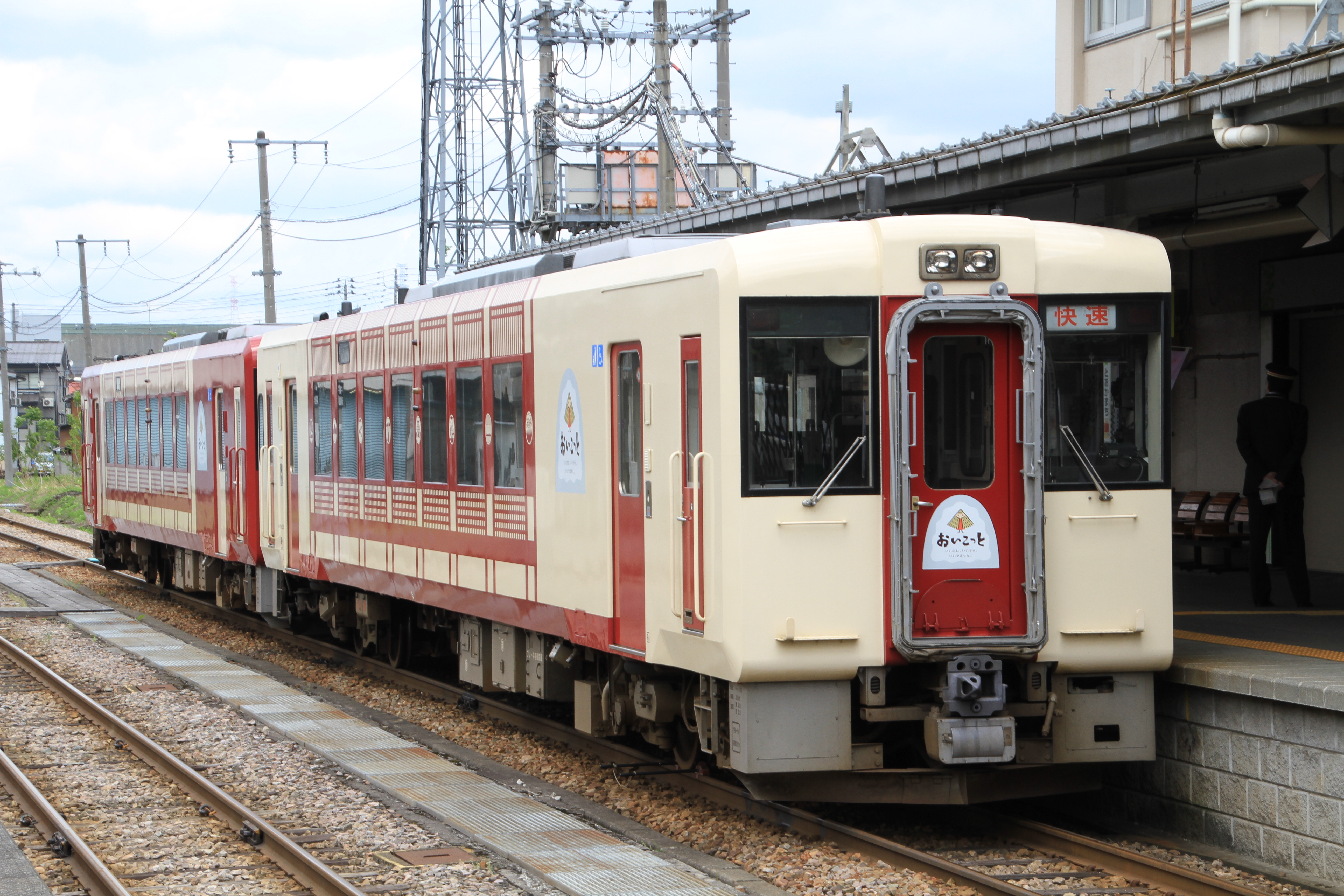
キハ110系「おいこっと」

### 過去の使用車両
蒸気機関車
- 8620形 - 長野駅 - 飯山駅間の通勤列車1往復のみ
- C56形

ディーゼル機関車
- DD16形

気動車
- キハ07形
- キハ11形・キハ17形
- キハ20形・キハ52形・キハユニ26形
- キハ55形
- キハ58形・キハ28形・キハ57形
- キハ40形・キハ48形

1991年にキハ40系、キハ58系、キハ52形の各車両は「飯山線色」として青とアイボリーホワイトで塗装、正面と側面には橙・山吹色・黄の三色ストライプが入り、側面窓下には「VOITURE AMITIÉ」というフランス語（「友情の列車」の意）が大きく表記された。文字は1995年頃までに消されたが、塗り分けはキハ110系に置き換えられる1997年まで存続した。
2017年3月に、信州ディスティネーションキャンペーンの一環としてこの「飯山線色」塗装を「VOITURE AMITIÉ」の表記入りで復刻したキハ110系2両が登場した。

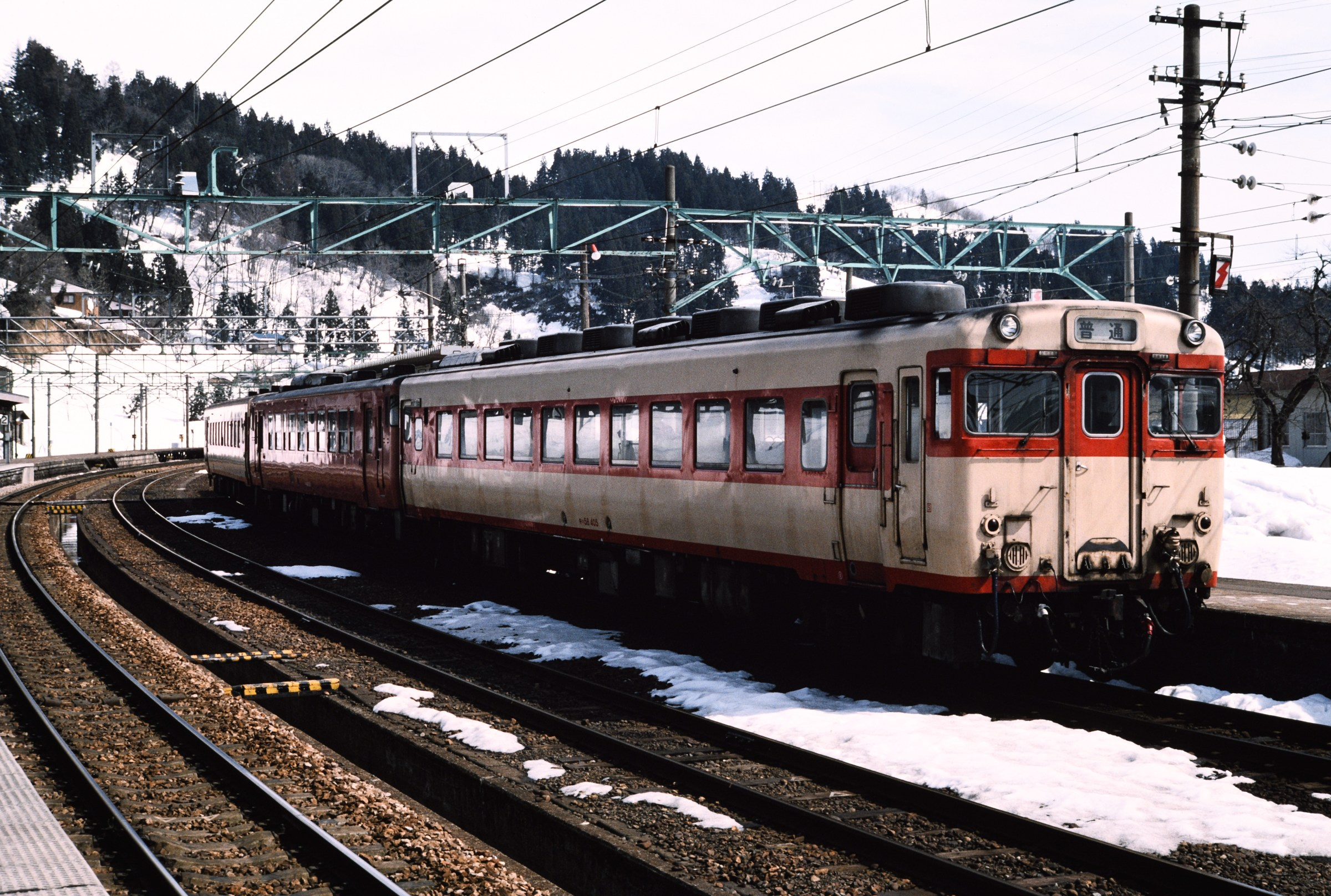
越後川口駅に停車中のキハ58 405他3連の普通列車（1986年）
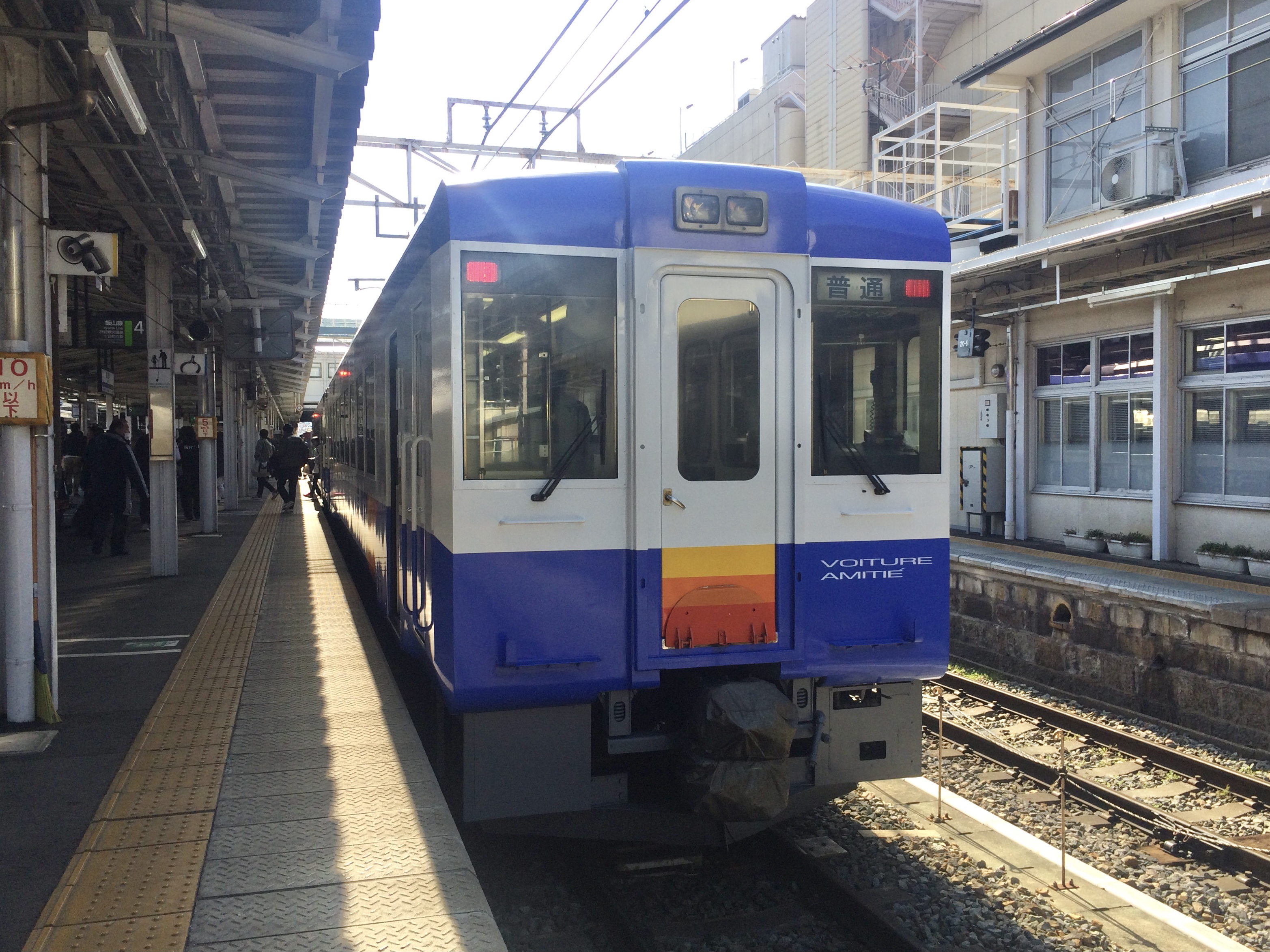
旧飯山線色をイメージしたキハ110（2017年）

#### 飯山鉄道時代の車両
国鉄に引き継がれた車両は蒸気機関車6両、内燃動車7両、客車7両、貨車28両である。
- 1号形蒸気機関車（1-3）開業時に新製したが購入費を信越電力に立替てもらったという。国有化以前に他社に譲渡されている。詳細は「国鉄1225形蒸気機関車#飯山鉄道 」を参照
- 11号形蒸気機関車（11-16）発電所建設資材輸送用に増備された。詳細は「国鉄2950形蒸気機関車」を参照
- 発電所建設最盛期に蒸気機関車をフル稼働させるためガソリンカーを導入した。詳細は「買収気動車#飯山鉄道（現・飯山線の一部）」を参照

| 年度      | 蒸気機関車 | 内燃動車 | 客車 | 貨車   | 貨車   |
| 年度      | 蒸気機関車 | 内燃動車 | 客車 | 有蓋車 | 無蓋車 |
| --------- | ---------- | -------- | ---- | ------ | ------ |
| 1921      | 3          |          | 2    | 9      | 10     |
| 1922      | 3          |          | 4    | 9      | 10     |
| 1923      | 7          |          | 9    | 9      | 10     |
| 1924      | 7          |          | 9    | 11     | 10     |
| 1925      | 7          |          | 9    | 16     | 10     |
| 1926-1927 | 7          |          | 9    | 18     | 17     |
| 1928-1930 | 9          |          | 12   | 18     | 17     |
| 1931-1935 | 9          | 5        | 12   | 18     | 17     |
| 1936      | 9          | 5        | 12   | 18     | 27     |
| 1937      | 9          | 7        | 12   | 19     | 32     |

- 『鉄道省鉄道統計資料』『鉄道統計資料』『鉄道統計』各年度版

## 駅一覧
便宜上、豊野側の全列車が直通する、しなの鉄道長野駅からの区間を記載。
- 累計営業キロは豊野駅からのもの。
- 全定期列車が普通列車で、全ての駅に停車。
- 臨時快速「おいこっと」については列車記事を参照。
- 線路 … ||：複線、∨：ここより下は単線、◇・｜：単線（◇は列車交換可）

| 運営会社       | 路線名     | 駅名           | 営業キロ | 営業キロ | 接続路線                                                                                                   | 線路 | 所在地 | 所在地          |
| 運営会社       | 路線名     | 駅名           | 駅間     | 累計     | 接続路線                                                                                                   | 線路 | 所在地 | 所在地          |
| -------------- | ---------- | -------------- | -------- | -------- | --- | ---- | ------ | --------------- |
| しなの鉄道     | 北しなの線 | 長野駅         | -        | 10.8     | 東日本旅客鉄道： 北陸新幹線・ 信越本線（SE13）（ 篠ノ井線直通・■しなの鉄道線直通） 長野電鉄：■長野線（N1） | \|\| | 長野県 | 長野市          |
| しなの鉄道     | 北しなの線 | 北長野駅       | 3.9      | 6.9      | | ∨    | 長野県 | 長野市          |
| しなの鉄道     | 北しなの線 | 三才駅         | 2.9      | 4.0      | | ◇    | 長野県 | 長野市          |
| しなの鉄道     | 北しなの線 | 豊野駅         | 4.0      | 0.0      | しなの鉄道：■北しなの線（妙高高原・直江津方面）                                                            | ◇    | 長野県 | 長野市          |
| 東日本旅客鉄道 | 飯山線     | 豊野駅         | 4.0      | 0.0      | しなの鉄道：■北しなの線（妙高高原・直江津方面）                                                            | ◇    | 長野県 | 長野市          |
| 東日本旅客鉄道 | 飯山線     | 信濃浅野駅     | 2.2      | 2.2      | | ｜   | 長野県 | 長野市          |
| 東日本旅客鉄道 | 飯山線     | 立ケ花駅       | 1.7      | 3.9      | | ｜   | 長野県 | 長野市          |
| 東日本旅客鉄道 | 飯山線     | 上今井駅       | 3.0      | 6.9      | | ｜   | 長野県 | 中野市          |
| 東日本旅客鉄道 | 飯山線     | 替佐駅         | 1.9      | 8.8      | | ◇    | 長野県 | 中野市          |
| 東日本旅客鉄道 | 飯山線     | 蓮駅           | 5.8      | 14.6     | | ｜   | 長野県 | 飯山市          |
| 東日本旅客鉄道 | 飯山線     | 飯山駅         | 4.6      | 19.2     | 東日本旅客鉄道： 北陸新幹線                                                                                | ◇    | 長野県 | 飯山市          |
| 東日本旅客鉄道 | 飯山線     | 北飯山駅       | 1.3      | 20.5     | | ｜   | 長野県 | 飯山市          |
| 東日本旅客鉄道 | 飯山線     | 信濃平駅       | 3.3      | 23.8     | | ｜   | 長野県 | 飯山市          |
| 東日本旅客鉄道 | 飯山線     | 戸狩野沢温泉駅 | 3.7      | 27.5     | | ◇    | 長野県 | 飯山市          |
| 東日本旅客鉄道 | 飯山線     | 上境駅         | 3.6      | 31.1     | | ｜   | 長野県 | 飯山市          |
| 東日本旅客鉄道 | 飯山線     | 上桑名川駅     | 4.3      | 35.4     | | ｜   | 長野県 | 飯山市          |
| 東日本旅客鉄道 | 飯山線     | 桑名川駅       | 2.2      | 37.6     | | ◇    | 長野県 | 飯山市          |
| 東日本旅客鉄道 | 飯山線     | 西大滝駅       | 2.1      | 39.7     | | ｜   | 長野県 | 飯山市          |
| 東日本旅客鉄道 | 飯山線     | 信濃白鳥駅     | 2.1      | 41.8     | | ｜   | 長野県 | 下水内郡 栄村   |
| 東日本旅客鉄道 | 飯山線     | 平滝駅         | 2.9      | 44.7     | | ｜   | 長野県 | 下水内郡 栄村   |
| 東日本旅客鉄道 | 飯山線     | 横倉駅         | 1.9      | 46.6     | | ｜   | 長野県 | 下水内郡 栄村   |
| 東日本旅客鉄道 | 飯山線     | 森宮野原駅     | 3.1      | 49.7     | | ◇    | 長野県 | 下水内郡 栄村   |
| 東日本旅客鉄道 | 飯山線     | 足滝駅         | 2.8      | 52.5     | | ｜   | 新潟県 | 中魚沼郡 津南町 |
| 東日本旅客鉄道 | 飯山線     | 越後田中駅     | 2.4      | 54.9     | | ｜   | 新潟県 | 中魚沼郡 津南町 |
| 東日本旅客鉄道 | 飯山線     | 津南駅         | 3.0      | 57.9     | | ｜   | 新潟県 | 中魚沼郡 津南町 |
| 東日本旅客鉄道 | 飯山線     | 越後鹿渡駅     | 4.2      | 62.1     | | ｜   | 新潟県 | 中魚沼郡 津南町 |
| 東日本旅客鉄道 | 飯山線     | 越後田沢駅     | 2.4      | 64.5     | | ｜   | 新潟県 | 十日町市        |
| 東日本旅客鉄道 | 飯山線     | 越後水沢駅     | 3.0      | 67.5     | | ｜   | 新潟県 | 十日町市        |
| 東日本旅客鉄道 | 飯山線     | 土市駅         | 2.9      | 70.4     | | ｜   | 新潟県 | 十日町市        |
| 東日本旅客鉄道 | 飯山線     | 十日町駅       | 4.9      | 75.3     | 北越急行：■ほくほく線                                                                                      | ◇    | 新潟県 | 十日町市        |
| 東日本旅客鉄道 | 飯山線     | 魚沼中条駅     | 3.1      | 78.4     | | ｜   | 新潟県 | 十日町市        |
| 東日本旅客鉄道 | 飯山線     | 下条駅         | 4.4      | 82.8     | | ｜   | 新潟県 | 十日町市        |
| 東日本旅客鉄道 | 飯山線     | 越後岩沢駅     | 5.3      | 88.1     | | ｜   | 新潟県 | 小千谷市        |
| 東日本旅客鉄道 | 飯山線     | 内ケ巻駅       | 5.1      | 93.2     | | ｜   | 新潟県 | 小千谷市        |
| 東日本旅客鉄道 | 飯山線     | 越後川口駅     | 3.5      | 96.7     | 東日本旅客鉄道：■上越線                                                                                    | ｜   | 新潟県 | 長岡市          |

2023年度の時点で、JR東日本自社による乗車人員集計の対象駅（北しなの線区間は他社線となるため対象外）は、豊野駅・信濃浅野駅・飯山駅・戸狩野沢温泉駅・信濃白鳥駅・平滝駅・横倉駅・森宮野原駅・津南駅・十日町駅・越後川口駅である。それ以外の駅は完全な無人駅のため、集計対象から外されている。

## 利用状況

### 平均通過人員
各年度の平均通過人員（人/日）は以下のとおりである。
| 年度                   | 平均通過人員（人/日） | 平均通過人員（人/日） | 平均通過人員（人/日） | 平均通過人員（人/日） | 平均通過人員（人/日） | 出典   |
| 年度                   | 全線                  | 豊野 - 飯山           | 飯山 - 戸狩野沢温泉   | 戸狩野沢温泉 - 津南   | 津南 - 越後川口       | 出典   |
| ---------------------- | --------------------- | --------------------- | --------------------- | --------------------- | --------------------- | ------ |
| 2011年度（平成23年度） | 735                   | 2,229                 | 863                   | 159                   | 419                   | [ 59 ] |
| 2012年度（平成24年度） | 755                   | 2,248                 | 850                   | 170                   | 453                   | [ 59 ] |
| 2013年度（平成25年度） | 770                   | 2,301                 | 871                   | 163                   | 466                   | [ 59 ] |
| 2014年度（平成26年度） | 704                   | 2,093                 | 779                   | 154                   | 431                   | [ 59 ] |
| 2015年度（平成27年度） | 676                   | 1,959                 | 638                   | 158                   | 456                   | [ 59 ] |
| 2016年度（平成28年度） | 646                   | 1,858                 | 600                   | 156                   | 441                   | [ 60 ] |
| 2017年度（平成29年度） | 607                   | 1,777                 | 541                   | 124                   | 421                   | [ 60 ] |
| 2018年度（平成30年度） | 598                   | 1,725                 | 543                   | 126                   | 421                   | [ 60 ] |
| 2019年度（令和元年度） | 576                   | 1,696                 | 503                   | 106                   | 405                   | [ 60 ] |
| 2020年度（令和02年度） | 491                   | 1,444                 | 416                   | 77                    | 359                   | [ 60 ] |
| 2021年度（令和03年度） | 477                   | 1,438                 | 406                   | 63                    | 342                   | [ 61 ] |
| 2022年度（令和04年度） | 488                   | 1,445                 | 410                   | 76                    | 355                   | [ 61 ] |
| 2023年度（令和05年度） | 477                   | 1,398                 | 414                   | 84                    | 342                   | [ 62 ] |

### 収支・営業係数
各年度の収支（運輸収入、営業費用）、営業係数、収支率は以下のとおりである。▲はマイナス（赤字）を意味する。
なお、2019 - 2022年度（令和元 - 4年度）は2019年度（令和元年度）の平均通過人員が2,000人/日未満の線区が開示対象となっていたが、2023年度（令和5年度）は同年度の平均通過人員が2,000人/日未満の線区が開示対象となっている。
| 年度                   | 収支（百万円） | 収支（百万円） | 収支（百万円） | 営業 係数 （円） | 収支率 | 出典   |
| 年度                   | 運輸 収入      | 営業 費用      | 計             | 営業 係数 （円） | 収支率 | 出典   |
| ---------------------- | -------------- | -------------- | -------------- | ---------------- | ------ | ------ |
| 2019年度（令和元年度） | 107            | 787            | ▲680           | 733              | 13.6%  | [ 63 ] |
| 2020年度（令和02年度） | 80             | 839            | ▲758           | 1,037            | 9.6%   | [ 63 ] |
| 2021年度（令和03年度） | 85             | 759            | ▲674           | 889              | 11.2%  | [ 64 ] |
| 2022年度（令和04年度） | 91             | 828            | ▲737           | 905              | 11.0%  | [ 65 ] |
| 2023年度（令和05年度） | 92             | 778            | ▲685           | 839              | 11.9%  | [ 66 ] |

| 年度                   | 収支（百万円） | 収支（百万円） | 収支（百万円） | 営業 係数 （円） | 収支率 | 出典   |
| 年度                   | 運輸 収入      | 営業 費用      | 計             | 営業 係数 （円） | 収支率 | 出典   |
| ---------------------- | -------------- | -------------- | -------------- | ---------------- | ------ | ------ |
| 2019年度（令和元年度） | 13             | 322            | ▲308           | 2,345            | 4.3%   | [ 63 ] |
| 2020年度（令和02年度） | 10             | 344            | ▲334           | 3,423            | 2.9%   | [ 63 ] |
| 2021年度（令和03年度） | 10             | 312            | ▲301           | 2,995            | 3.3%   | [ 64 ] |
| 2022年度（令和04年度） | 11             | 340            | ▲329           | 3,029            | 3.3%   | [ 65 ] |
| 2023年度（令和05年度） | 11             | 319            | ▲307           | 2,695            | 3.7%   | [ 66 ] |

| 年度                   | 収支（百万円） | 収支（百万円） | 収支（百万円） | 営業 係数 （円） | 収支率 | 出典   |
| 年度                   | 運輸 収入      | 営業 費用      | 計             | 営業 係数 （円） | 収支率 | 出典   |
| ---------------------- | -------------- | -------------- | -------------- | ---------------- | ------ | ------ |
| 2019年度（令和元年度） | 10             | 880            | ▲869           | 8,258            | 1.2%   | [ 63 ] |
| 2020年度（令和02年度） | 6              | 943            | ▲936           | 13,945           | 0.7%   | [ 63 ] |
| 2021年度（令和03年度） | 5              | 869            | ▲863           | 14,839           | 0.7%   | [ 64 ] |
| 2022年度（令和04年度） | 7              | 951            | ▲944           | 12,746           | 0.8%   | [ 65 ] |
| 2023年度（令和05年度） | 8              | 899            | ▲891           | 10,316           | 1.0%   | [ 66 ] |

| 年度                   | 収支（百万円） | 収支（百万円） | 収支（百万円） | 営業 係数 （円） | 収支率 | 出典   |
| 年度                   | 運輸 収入      | 営業 費用      | 計             | 営業 係数 （円） | 収支率 | 出典   |
| ---------------------- | -------------- | -------------- | -------------- | ---------------- | ------ | ------ |
| 2019年度（令和元年度） | 52             | 886            | ▲833           | 1,674            | 6.0%   | [ 63 ] |
| 2020年度（令和02年度） | 38             | 918            | ▲879           | 2,380            | 4.2%   | [ 63 ] |
| 2021年度（令和03年度） | 37             | 888            | ▲851           | 2,354            | 4.2%   | [ 64 ] |
| 2022年度（令和04年度） | 42             | 978            | ▲935           | 2,299            | 4.3%   | [ 65 ] |
| 2023年度（令和05年度） | 43             | 922            | ▲878           | 2,117            | 4.7%   | [ 66 ] |